# Piotr Babiarz
Piotr Łukasz Babiarz (ur. 3 lutego 1975 we Wrocławiu) – polski polityk i samorządowiec, poseł na Sejm VII i VIII kadencji.

## Życiorys
W 2000 uzyskał magisterium z politologii na Wydziale Nauk Społecznych Uniwersytetu Wrocławskiego. Pracował m.in. jako urzędnik w Dolnośląskim Urzędzie Wojewódzkim, prowadził również własną działalność gospodarczą.
W 1999 wstąpił do Ruchu Społecznego AWS, a w 2001 zaangażował się w działalność Prawa i Sprawiedliwości, został członkiem władz krajowych tego ugrupowania. W 2006 i w 2010 wybierany z jego ramienia do rady miejskiej Wrocławia, pełnił funkcję przewodniczącego klubu radnych PiS. W wyborach w 2011 z listy tej partii bezskutecznie kandydował do Sejmu w okręgu wrocławskim, otrzymując 3575 głosów. Mandat posła VII kadencji objął jednak 5 czerwca 2014, zastępując Kazimierza Michała Ujazdowskiego. W Sejmie został m.in. członkiem Komisji Administracji i Cyfryzacji, Komisji Polityki Społecznej i Rodziny, a także Podkomisji stałej do spraw współpracy z organizacjami pozarządowymi. W wyborach w 2015 z powodzeniem ubiegał się o poselską reelekcję z wynikiem 12 950 głosów. 
W marcu 2018 odszedł z PiS, motywując to wykorzystywaniem jego nazwiska w kontekście sprawy wyprowadzania pieniędzy z oddziału PCK we Wrocławiu w celu finansowania jego kampanii wyborczej.
Nie wystartował w kolejnych wyborach w 2019.
20 marca 2025 roku wyrokiem Sądu Apelacyjnego we Wrocławiu skazany prawomocnie ws. wyprowadzania pieniędzy z PCK.